# Téléfilms de L'Incroyable Hulk
Pour un article plus général, voir L'Incroyable Hulk.
Cet article présente le guide des téléfilms de la série télévisée L'Incroyable Hulk. Le premier, bien que souvent désigné comme le pilote de la série, a été produit antérieurement à celle-ci comme un téléfilm indépendant. De fait, il présente les personnages et les circonstances de l’apparition de Hulk et peut à ce titre être vu comme une introduction. Le troisième (Hulk revient), sorti dans les salles de cinéma françaises en 1980, a fait l’objet d’une exploitation commerciale en 2003, parallèlement à la sortie du film de Ang Lee, dans un DVD intitulé Les Pilotes de la série télévisée. Toutefois, diffusé à l’origine sur CBS en septembre 1978 alors que la série existait depuis 6 mois, ce n’est pas davantage un pilote. Il a ensuite été intégré au début de la saison 2 comme un épisode en deux parties.

## L'Incroyable Hulk

### Synopsis
Après la mort de sa femme, qu’il n’a pu sauver d’un accident de voiture, le Dr David Banner étudie le potentiel physique humain avec son assistante le Dr Elaina Marks. Découvrant l’influence déterminante des rayons gamma sur la force musculaire, il décide d’exposer son propre corps aux rayons. Cependant l’expérience tourne mal car la dose d’irradiation est trop forte : si David s’énerve ou panique, il se transforme en monstre vert et violent. David et Elaina font des tests pour le guérir mais les exploits de Hulk ont suscité la curiosité du journaliste Jack McGee. En espionnant les expériences de Banner, McGee renverse un produit explosif dans le laboratoire et celui-ci explose. Le journaliste aperçoit Hulk tenant Elaina dans ses bras. Cette dernière succombe à ses blessures. McGee, persuadé que c’est Hulk qui provoqué l’explosion, écrit un article : « L’Incroyable Hulk tue 2 personnes ». David se fait passer pour mort et prend la route pour chercher un remède.
Commentaires : En France, ce téléfilm a bénéficié d'une sortie au cinéma en 1979, et s'est classé no 1 au box-office parisien lors de ses deux premières semaines d'exploitation. Il finira sa carrière à 775 000 entrées France.

### Fiche technique
Sauf indication contraire, les informations mentionnées dans cette section peuvent être confirmées par la base de données cinématographiques IMDb,  présente dans la section « Liens externes ».
- Titre original : The Incredible Hulk
- Titre français : L'Incroyable Hulk
- Réalisation : Kenneth Johnson
- Scénario : Kenneth Johnson, d'après la bande dessinée de Stan Lee et Jack Kirby
- Musique : Joseph Harnell
- Direction artistique : Charles R. Davis
- Décors : Gary Moreno
- Costumes : Charles Waldo
- Photographie : Howard Schwartz et John McPherson
- Son : James F. Rogers, Kyle Wright et Claude Riggins
- Montage : Alan C. Marks et Jack W. Shoengarth
- Production : Kenneth Johnson
  - Production associée : Craig Schiller
- Sociétés de production[1] : Universal Television
- Distribution : CBS (États-Unis - Diffusion TV) ; Cinema International Corporation (France et Belgique)
- Budget : n/a
- Pays de production :  États-Unis
- Langue originale : anglais
- Format[2] : couleur (Technicolor) - 35 mm - 1,33:1 (Format 4/3) - son Mono
- Genre : action, aventures, drame, science-fiction
- Durée : 95 minutes
- Date de diffusion :
  - États-Unis : 4 novembre 1977[3],[4]
- Dates de sortie[4] :
  - France : 13 juin 1979
- Classification[5] :
  - France : tous publics

### Distribution
- Bill Bixby (VF version télé: Daniel Gall ; VF version ciné: Dominique Paturel) : le docteur David Bruce Banner
- Jack Colvin (VF : Jean-Louis Maury) : Jack McGee
- Lou Ferrigno : Hulk
- Susan Sullivan (VF : Céline Monsarrat) : Dr Elaina Marks
- Susan Batson : Madame Maier
- Mario Gallo : Monsieur Bram
- Eric Server : le policier en uniforme
- Charles Siebert : Ben
- Terrence Locke : l'enfant
- June Whitley Taylor : la mère de famille
- George Brenlin : l'homme du lac
- Jake Mitchell : Jerry
- William Larsen : le prêtre
- Olivia Barash : la fillette du lac
- Eric Deon : B.J.

## Death in the Family

### Synopsis
Au cours de sa fuite David Banner trouve refuge dans la propriété d'une jeune fille riche. Banner apprend que sa belle-mère conspire avec le médecin et la gouvernante et ses hommes de mains pour empoisonner la jeune fille afin d'hériter de sa fortune. David lui vient en aide.

### Fiche technique
- Réalisation : Alan J. Levi
- Scénario : Kenneth Johnson
- Photographie : Charles W. Short
- Montage : Glenn Lawrence, Jack W. Schoengarth
- Musique : Joseph Harnell
- Production : Kenneth Johnson
- Société(s) de production : Universal Television
- Pays d’origine :  États-Unis
- Langue originale : anglais
- Durée : 95 minutes
- Date de sortie :
  - États-Unis : 28 novembre 1977
  - France : 18 octobre 2007 (en DVD en VO sous-titrée uniquement).

### Distribution
- Bill Bixby : Dr David Bruce Banner
- Jack Colvin : Jack McGee
- Lou Ferrigno : Hulk
- Laurie Prange : Juliet Griffith
- Dorothy Tristan : Margaret Griffith
- John McLiam : Michael
- Mills Watson : Shérif
- William Daniels : Dr John Bonifant
- Gerald McRaney : Denny Kayle
- Victor Mohica : Rafe
- Robert Phillips : Phil
- Ann Weldon : 1re infirmière
- Linda Wiser : 2e infirmière
- Roger Aaron Brown : Technicien de laboratoire
- Janet Adams : 3e infirmière
- Laurie Prange : (Juliet Griffith)
- William Daniels

### Diffusions
- États-Unis : 27 novembre 1977 sur CBS
- France : inédit

## Hulk revientaliasMariés
Hulk revient (Married) est un téléfilm américain réalisé par Kenneth Johnson, diffusé en 1978. Il a été transformé en épisode double faisant l’ouverture de la saison 2 de la série télévisée L'Incroyable Hulk. Par la suite, ce téléfilm a été exploité comme film sous le titre The Bride of the Incredible Hulk en dehors des États-Unis. En France, il a bénéficié d’une sortie au cinéma en 1980 avec le sous-titre Hulk revient.

### Synopsis
David Banner se rend à Hawaï afin de consulter le Dr Caroline Fields, une psychiatre spécialisée dans le contrôle émotionnel. Lors d'une séance d'hypnose, David se transforme sous les yeux ébahis du docteur Fields qui apprend ainsi la véritable identité de Hulk.

### Fiche technique
- Titre : Hulk revient ou Mariés
- Titre original : Bride of the Incredible Hulk ou Married
- Réalisation : Kenneth Johnson
- Scénario : Kenneth Johnson
- Durée : 95 minutes
- Diffusion :
  -  États-Unis : 22 septembre 1978 sur CBS
  -  France : 30 janvier 1980 au cinéma

### Distribution
- Bill Bixby (VF : Daniel Gall) : Dr David Banner
- Jack Colvin (VF : Jean-Louis Maury) : Jack McGee
- Lou Ferrigno : Hulk
- Mariette Hartley : Dr Caroline Fields
- Brian Cutler : Brad
- Meeno Peluce : le jeune garçon

### Autour du téléfilm
Hulk revient a été projeté hors compétition au 8e Festival d’Avoriaz.
Mariette Hartley a remporté un Emmy Award pour son rôle dans ce téléfilm.
Lorsque Hulk fait face à Brad et son camarade, il attrape Brad par les cheveux et découvre que ce dernier porte en fait une perruque pour dissimuler son crâne chauve. En réalité, l'acteur Brian Cutler a tourné ses scènes avec ses véritables cheveux et portait une prothèse en latex au moment de ladite scène.
Lorsque David Banner montre une photo de Hulk au Dr Fields, le cliché provient en fait de l'épisode 4 de la saison 1, Terreur à Time Square (on y voit Hulk courir dans une rue).
Pour des raisons vraisemblablement économiques, la dernière transformation de David comporte deux plans extraits de sa toute première métamorphose dans le pilote de la série.
En France, ce téléfilm a bénéficié d'une sortie au cinéma en 1980, mais n'a pas atteint les scores du précédent opus sorti l'année précédente (environ 350 000 entrées en France).

## Le Retour de l'incroyable Hulk
Le Retour de l'incroyable Hulk est un téléfilm réalisé par Nicholas Corea, diffusé le 22 mai 1988 sur NBC. C'est le premier des trois téléfilms tirés de la série télévisée L'Incroyable Hulk qui s'était achevée en 1982. Il est diffusé le 22 mai 1988 sur CBS. En France, le téléfilm a été diffusé le 27 janvier 1990 sur La Cinq. Rediffusion le 3 septembre 1990 sur La Cinq. Rediffusion le 28 mai 1991 dans Le mardi c'est permis sur M6. Puis le 15 juillet 1992  sur M6.

### Synopsis
Employé a l'institut Lambert depuis 2 ans, David est sur le point de se débarrasser de son alter ego vert qui ne s'est pas manifesté depuis 2 ans grâce à une machine révolutionnaire qu'il a lui-même inventée : Le transpondeur Gamma. L'expérience est interrompue par l'arrivée d'un ancien élève, Donald Blake, qui lui raconte qu'il a trouvé dans une grotte une massue viking lui permettant de faire apparaître le dieu Thor, fils d'Odin. Mais une organisation criminelle veut s'emparer du transpondeur et kidnappe David. La tentative d'enlèvement ayant finalement échoué, l'organisation se rabat alors sur la compagne de David, le docteur Margaret Shaw. Hulk et Thor unissent leur force afin de sauver le docteur Shaw et déjouer les plans de l'organisation.

### Distribution
- Bill Bixby (VF : Daniel Gall)  : Dr. David Banner
- Jack Colvin : Jack McGee
- Lou Ferrigno : Hulk
- Lee Purcell : Maggie Shaw
- Eric Allan Kramer : Thor
- Steve Levitt (VF : Éric Legrand) : Donald Blake
- Tim Thomerson : Jack LeBeau
- Charles Napier : Mike Fouche
- John Gabriel : Joshua Lambert
- Jay Baker : Zack Lambert

### Fiche technique
- Titre français : Le Retour de l'incroyable hulk
- Titre original : The Incredible Hulk Returns
- Réalisation : Nicholas Corea
- Scénario : Nicholas Corea
- Musique : Lance Rubin
- Photographie : Chuck Colwell
- Montage : Janet Ashikaga et Briana London
- Distribution : Debra Rubinstein
- Création des décors : Michael Parker
- Création des costumes : John Casey
- Effets spéciaux de maquillage : Norman T. Leavitt et John Goodwin
- Effets spéciaux : Chuck Dolan
- Producteur superviseur : Daniel McPhee
- Producteurs exécutifs : Bill Bixby et Nicholas Corea
- Compagnies de production : Bixby-Brandon Productions - New World Television
- Compagnie de distribution : Lakeshore Entertainment
- Pays d'origine :  États-Unis
- Langue : Anglais mono
- Image : Couleurs
- Ratio écran : 1.33:1 plein écran 4:3
- Négatif : 35 mm
- Durée : 100 minutes
- Genre : Action, super héros

## Le Procès de l'incroyable Hulk
- Titre original : The Trial of the Incredible Hulk
- Scénariste : Gerald DiPego
- Réalisateur : Bill Bixby
- Durée : 95 minutes
- Diffusions : 
  -  États-Unis : 7 mai 1989 sur CBS
  -  France : 6 février 1990 sur La Cinq
- Invité(es) : Rex Smith (Matt Murdock/Daredevil), John Rhys-Davies (Wilson Fisk/Le Caid)
- Résumé : David débarque dans une ville contrôlée par l’homme d’affaires véreux Wilson Fisk, alias Le Caïd. Dans un métro, David est témoin d’une tentative de viol et il devient Hulk. Redevenu normal, il est mis en prison et accusé de la tentative de viol. Il sera aidé par l’avocat Matt Murdock alias Daredevil. Durant sa peine, David se transforme, à la suite d'un cauchemar, et s’échappe ; il sera hébergé par Matt qui lui révèle qu’il est Daredevil et lui demande de l’aider à coincer Wilson Fisk.
- Commentaires
  - Wilson Fisk dit « Le Caïd » fut à l'origine un ennemi de Spiderman. Contrairement à ce téléfilm, Fisk était un homme chauve et sans barbiche.
  - Dans ce téléfilm, Bill Bixby apparaît avec une barbe très prononcée.
  - Ce téléfilm est un des rares épisodes de Hulk dans lequel le méchant parvient à s'échapper.

## La Mort de l'incroyable Hulk
- Titre original : The Death of the Incredible Hulk
- Scénariste : Gerald DiPego
- Réalisateur : Bill Bixby
- Durée : 95 minutes
- Diffusions : 
  -  États-Unis : 18 février 1990 sur CBS
  -  France :
- Invité(es) : Elizabeth Gracen (Jasmine), Philip Sterling (Dr Ronald Pratt), Andreas Katsulas (Kasha)
- Résumé : David s’introduit chaque soir dans un laboratoire scientifique dans l’espoir de trouver un remède. Le Dr Ronald Pratt le démasque et David lui raconte sa malédiction. Pratt lui propose son aide pour parvenir à la guérison et, ensemble, ils trouvent enfin un antidote. David fait l'expérience qui ne se déroule pas comme prévu.
- Commentaires
  - Ce téléfilm marque la fin des aventures de Hulk.
  - Jack Colvin devait initialement apparaître dans le téléfilm mais a du renoncer pour raison de santé.
  - Carla Green-Ferrigno, épouse de Lou, apparaît dans ce téléfilm. Elle joue le rôle de la guichetière qui encaisse le chèque de David.
  - Un fait exceptionnel dans cet ultime téléfilm : Alors qu'il est toujours métamorphosé en Hulk, David prononce le prénom de Jasmine en agonisant sur la piste d'atterrissage.

Un dernier téléfilm était prévu sous le titre La Résurrection de l'incroyable Hulk mais fut annulé à la suite du décès de Bill Bixby.